# Global Times
Die Global Times (chinesisch 環球時報 / 环球时报, Pinyin Huánqiú Shíbào) ist eine der zwei landesweiten englischsprachigen Tageszeitungen in China. Sie erscheint unter der Schirmherrschaft der Renmin Ribao, dem Organ der Kommunistischen Partei Chinas und trägt das Motto „Discover China, discover the world“. Die andere, ältere englischsprachige Tageszeitung Chinas ist China Daily.
Im Jahr 1993 wurde Huánqiú Shíbào 环球时报 zunächst als chinesischsprachige Tageszeitung gegründet. Am 20. April 2009 erschien die erste englische Ausgabe. Der damalige Chefredakteur Hu Xijin erklärte, dass er im ersten Jahr des Erscheinens mit Verlusten von 20 Millionen Yuan rechne.
Der Chefredakteur der Zeitung war bis Dezember 2021 Hu Xijin, der als früher Verfechter der Kommunikationsstrategie der „Wolfskrieger“ gilt – Kritik an der Regierung Chinas und deren Politik wird seither verstärkt lautstark verneint. Die Global Times gilt in diesem Zusammenhang oftmals als Quelle von Falschnachrichten, Verschwörungstheorien und allgemein der Desinformation. Mehrere Zeitungen, darunter die Süddeutsche Zeitung, Der Standard und die Neue Zürcher Zeitung, charakterisieren die Global Times als „Propagandablatt“.